# Mireille Havet
Mireille Havet (de Soyécourt) (Médan, 4 de octubre de 1898 – Crans-Montana, 21 de marzo de 1932) fue una poeta, diarista, novelista y letrista francesa.   

## Biografía
Mireille Havet es hija del pintor Henri Havet (1862-1913), y de su esposa Leóncine Cornillier, hermana de Pierre-Émile Cornillier. Es asimismo nieta del lingüista Alfred Havet (1827-1896). Tuvo como mentor a Adolphe Gumery. Desde su juventud, pasó sus vacaciones en el castillo de Ker Aulen, en Frossay, en casa de su tio-abuelo Benjamin-Joseph Leroux y su esposa Marie-Adeline Goüin. 
Era amiga de Jean Cocteau, de Colette, y de Guilleame Appolinaire quienes se referían a ella como "la petite poyétesse", y de los primeros surrealistas. Havet fue "redescubierta" gracias a la edición de su diario íntimo, que mantuvo entre 1913 y 1929, y cuyo manuscrito no fue encontrado hasta 1995 y publicado en 2003.
En 1917, conoció a través de Colette a la americana Natalie Clifford Barney, icono del Paris lésbico de la época, que frecuentaba el salón. Se vinculó con grandes figuras como la condesa de Limur, y descubrió la obra del autor homosexual Renée Vivien. El contacto con estas mujeres jugará un rol importante en el reconocimiento personal de su propia homosexualidad. 
Era abiertamente lesbiana.
Escribió letras para canciones compuestas por John Alden Carpenter y destinadas a Éva Gauthier. Escribió además una novela, Carnaval, publicada en noviembre de 1922 en Les Œuvres libres y posteriormente en 1923 en la editorial Albin Michel, y en 2005 en la editorial Claire Paulhan.  
Interpretó el papel de la muerte en la obra de Jean Cocteau Orfeo en 1926.   
Murió a la edad de 33 años como resultado del deterioro físico causado en particular por la tuberculosis y la toxicomanía, abandonada por sus amigos, y ofreciendo su cuerpo descarnado a los viandantes. Legó sus archivos y manuscritos a su amiga Ludmila Savitzky.

## Reconocimientos
Desde el 29 de enero de 2009, existe una plaza pública con su nombre en el barrio 11 de París.